# Finlandia Vodka

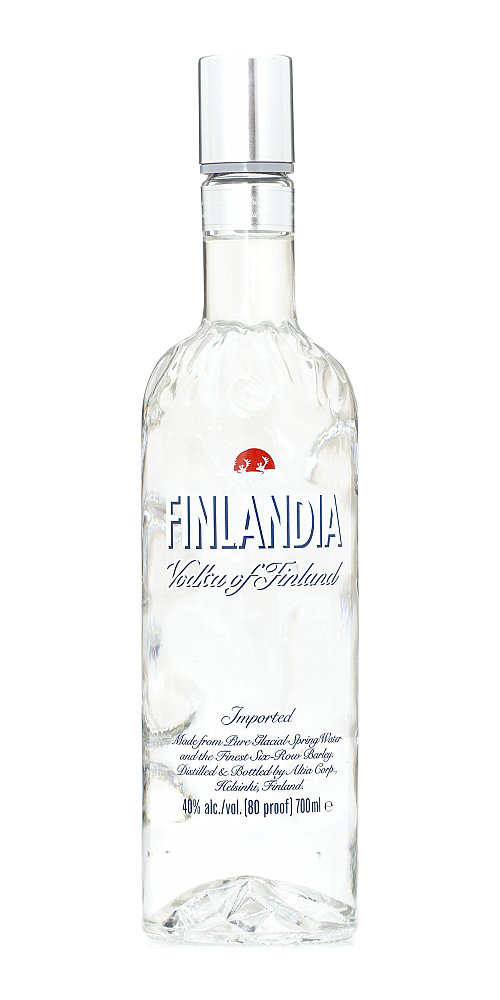
Eine Finlandia-Flasche

Finlandia Vodka ist eine im Jahr 1970 eingeführte Wodkamarke aus Finnland. Die Marke gehört seit 2023 dem Coca-Cola-Konzern.
Der Wodka wird im finnischen Ort Koskenkorva in der Gemeinde Ilmajoki aus ölarmer, sechszeiliger Gerste und Quellwasser der Quelle Rajamäki, 50 km nördlich von Helsinki, hergestellt. Durch die Filterung des Wassers durch eiszeitliche Moränen bedarf es keiner weiteren industriellen Filterung und Mineralstoffe bleiben erhalten. Ein Gebiet von 1200 Hektar im Umkreis der Quelle steht unter Naturschutz. Der Alkohol wird in einem 50-stündigen Prozess mit über 200 Destillationsvorgängen produziert.
Mittlerweile wird die Spirituose in über 100 Ländern verkauft. Neben Finlandia Vodka Classic sind außerdem die Geschmacksvarianten Finlandia Vodka Lime, Cranberry, Grapefruit und Mango in Deutschland erhältlich. Das Vertriebsrecht für Finlandia Vodka in Deutschland hat die Coca-Cola.